# 圣米歇尔 (库拉索)
圣米歇尔（Sint Michiel）是荷兰王国在加勒比海构成国库拉索西海岸上的一座城镇，位于布伦湾南端，首府威廉斯塔德西北10公里。圣米歇尔湾当地人被称为“博卡萨米”。